# Монахан (округ)
Округ Монахан (енгл. County Monaghan, ир. Contae Mhuineacháin) је један од 32 историјска округа на острву Ирској, смештен у његовом североисточном делу, у покрајини Алстер.
Данас је округ Монахан један од 26 званичних округа Републике Ирске, као основних управних јединица у држави. Седиште округа је истоимени град Монахан, а други по величини је град Карикмакрос.

## Положај и границе округа
Округ Монахан се налази у источном делу ирског острва и североисточном делу Републике Ирске и граничи се са:
- север: округ Тирон (Северна Ирска),
- исток: округ Арма (Северна Ирска),
- југоисток: округ Лауд,
- југ: округ Мид,
- југозапад: округ Каван,
- запад: округ Фермана (Северна Ирска).

## Природни услови
Монахан је по пространству један од мањих ирских округа - заузима 27. место међу 32 округа.
Рељеф: Већи део округа Монахан је брежуљкасто подручје, 50-120 метара надморске висине. Местимично се издижу ниска брда, од којих највише достиже висину од 214 м.
Клима Клима у округу Монахан је умерено континентална са изразитим утицајем Атлантика и Голфске струје. Стога град одликује блага и веома променљива клима.
Воде: Најважнија река у округу Монахан је Блеквотер, која је истоиемено и граница ка округу Арма. У јужној половини округа постоји низ малих језера, од којих су највећа језера Макно и Инер.

## Становништво
По подацима са Пописа 2011. године на подручју округа Монахан живело је преко 60 хиљада становника, већином етничких Ираца. Ово је за више од 3 пута мање него на Попису 1841. године, пре Ирске глади и великог исељавања Ираца у Америку. Међутим, последње три деценије број становника округа расте по стопи од приближно 0,5% годишње.
Густина насељености - Округ Монахан има густину насељености од близу 47 ст./км², што је осетно мање од државног просека (око 60 ст./км²). Источни део округа је боље насељен него западни.
Језик: У целом округу се равноправно користе енглески и ирски језик.